# Astragalus khokhrjakovii
Astragalus khokhrjakovii es una especie de planta del género Astragalus, de la familia de las leguminosas, orden Fabales.

## Distribución
Astragalus khokhrjakovii se distribuye por Turquía.

## Taxonomía
Fue descrita científicamente por Sytin & Podlech. Fue publicada en Sendtnera 8: 156 (2002).